# 하코자키촌
하코자키촌(箱崎村)은 나가사키현 이키군에 설치된 촌이다. 